# Cornelio Saavedra Rodríguez
Pour les articles homonymes, voir Saavedra et Rodríguez.
Cornelio Saavedra Rodríguez (Santiago, 1821 ― ibidem, 1891) est un militaire et homme politique chilien.
Après sa formation d’officier et un rapide début de carrière dans l’armée chilienne, suivis d’une mise en disponibilité pour raisons de santé, il participa en 1851, à l’âge de 30 ans, à la révolution (avortée) contre le président Montt. Nommé intendant militaire dans le sud, il lui échut de réprimer la révolution de 1859, et fut autorisé cette même année à réintégrer l’armée. Il fut le concepteur d’un plan de conquête (militaire dans un premier stade, puis administrative et démographique) de l’Araucanie, territoire indien demeuré jusque-là indépendant ; ce plan, d’abord rejeté, fut finalement mis à exécution, en partie par Saavedra lui-même, entre 1861 et 1883. Il prit part en 1879 à la guerre du Pacifique contre le Pérou — Saavedra avait des intérêts personnels dans l’exploitation des nitrates dans l’Atacama —, et assuma en 1881 le commandement des troupes d’occupation de Lima. Il mena parallèlement une carrière politique, comme député et sénateur propriétaire, sous la bannière du Parti national.

## Biographie
Cornelio Saavedra Rodríguez eut pour parents Manuel Saavedra y Saavedra, fils de Cornelio Saavedra, président de la Première Junte (premier gouvernement autonome du Río de la Plata instauré à Buenos Aires en 1810), et Josefina Rodríguez Salcedo. Il épousa Dorotea Rivera Serrano, fille du général chilien Juan de Dios Rivera y Freire de Andrade (es) ; le couple eut six enfants. Il était membre actionnaire de la société britannique Compañía de Salitres y Ferrocarril de Antofagasta, laquelle jouera un rôle dans le déclenchement de la guerre du Pacifique.

### Carrière militaire
En 1836, à l’âge de 15 ans, il s’enrôla comme cadet à l’Académie militaire de l’armée, dont il sortira l’année suivante détenteur du grade de sous-lieutenant d’infanterie. En 1837, il fut versé dans le bataillon Chillán, où il monta au grade de lieutenant à l’âge de 17 ans. En 1847, il fut promu sergent-major, mais se retira du service actif pour raisons de santé en 1849. Deux années plus tard, il fut sollicité de participer à la Révolution de 1851, qui visait à renverser le président fraîchement élu Manuel Montt et à faire abroger la constitution de 1833. Se plaçant sous l’autorité du général Cruz (es), qui dirigeait la révolte contre le pouvoir du président Montt, et ayant pris le commandement du bataillon Guías, il combattit à la tête de ses troupes à la bataille de Loncomilla ; il fut cependant vaincu et dut une nouvelle fois se retirer de l’armée. En 1857, il fut désigné intendant et commandant d’armes à Arauco, auquel titre il eut à écraser le soulèvement des provinces du sud lors de la révolution de 1859. Cette même année, il fut réincorporé dans l’armée avec le grade de sergent-major.
En 1859, il fut nommé intendant de Valparaíso, et en 1861 se vit une nouvelle fois confier le poste d’intendant à Arauco. En 1862, il fut promu lieutenant-colonel, puis colonel en 1864. Il réussit à rétablir l’ordre dans la zone de la Frontera et s’appliqua à préparer la conquête militaire de l’Araucanie et la domination de ce territoire par l’État chilien. En 1867, en pleine guerre d’occupation de l'Araucanie, il fue désigné commandant en chef de l’armée d’opération en territoire araucan et chargé de sa « pacification ». À ce titre, il y fit construire de nombreux fortins et convoqua plusieurs « parlements » (réunions de pourparlers) avec les caciques mapuche de la Frontera. En 1870, ses troupes s’établirent sur la ligne de défense le long du Toltén (limite sud du territoire mapuche), puis Saavedra avança jusqu’à Lumaco, plaçant ainsi deux provinces, Malleco et Cautín, sous la souveraineté du Chili.

#### Occupation de l’Araucanie

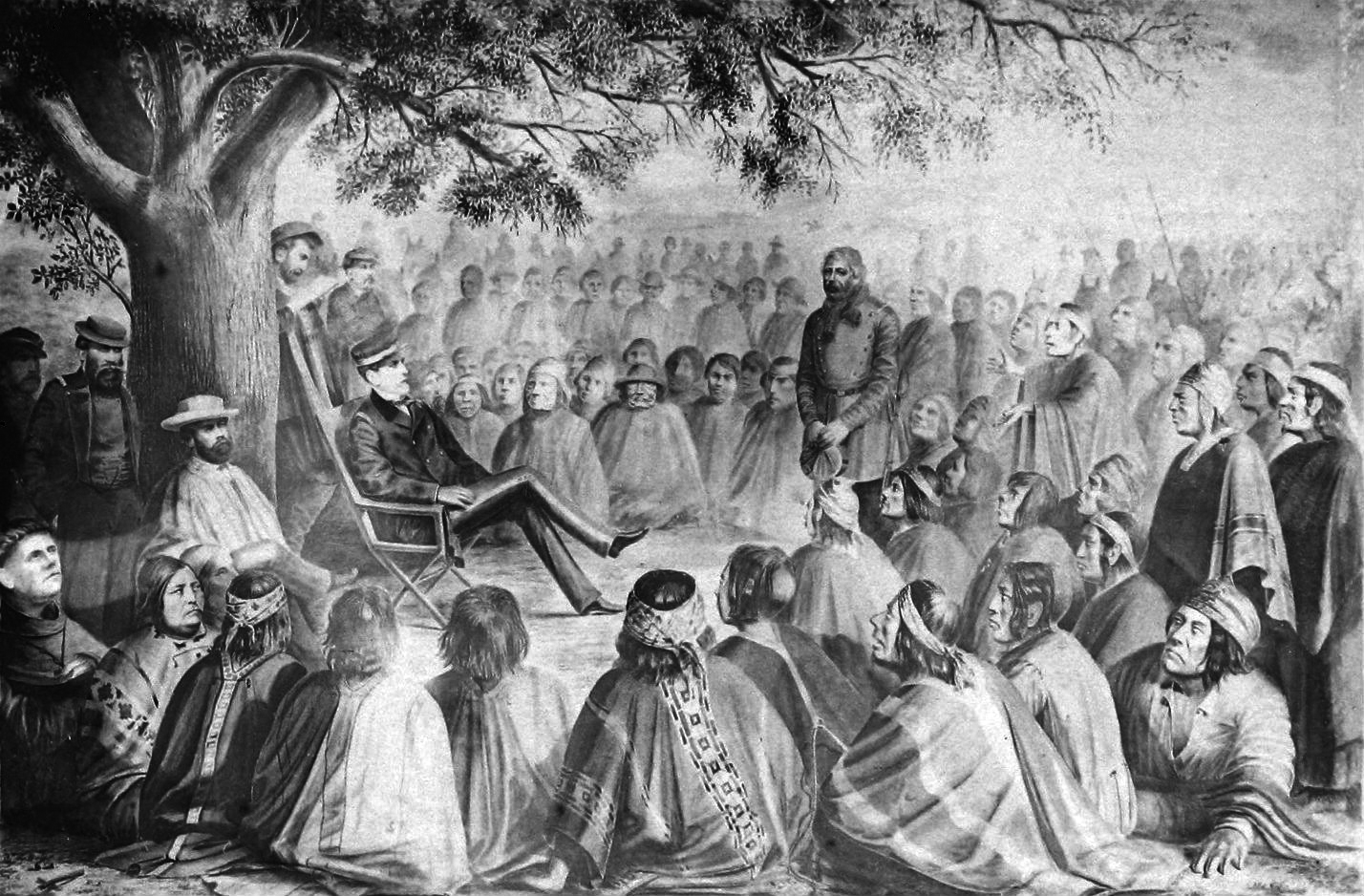
Saavedra (à gauche, assis sur un siège) parlementant avec des Indiens mapuches.

Saavedra proposa au président Manuel Montt Torres un projet de pacification de l’Araucanie qui prévoyait en plusieurs étapes la mise sous tutelle définitive et intégrale par l’État chilien du territoire mapuche indépendant s’étendant entre les fleuves Biobío (limite nord du territoire, dite la Frontera) et Toltén (limite sud). Ce plan fut repoussé d’abord, cependant par suite de l’action du Français Orélie Antoine de Tounens, qui s’était proclamé roi d’Araucanie et de Patagonie et placé les territoires de son « royaume » sous la protection de la France, le président José Joaquín Pérez Mascayano décida de procéder à l’occupation militaire de la zone et à cet effet s’empressa d’approuver le projet de Saavedra.
Les campagnes militaires dirigées par Saavedra se solderont par la soumission totale des Mapuches. La première phase de la campagne consista en l’édification de fortins et en l’implantation de petites localités sur les rives du río Malleco (c’est-à-dire en plein territoire mapuche), parmi lesquelles la ville d’Angol, refondée en 1862. La deuxième phase, qui se prolongea de 1867 à 1869, fut déterminante pour l’avancée chilienne, au contraire de la troisième (1870), qui se révéla plus malaisée et contraignit l’armée à engager diverses manœuvres diplomatiques, tout en consolidant ses conquêtes.

### Guerre du Pacifique et retraite
En août 1878, Saavedra fut nommé ministre de la Guerre et de la Marine au sein du gouvernement du président Aníbal Pinto Garmendia, et occupa ce poste jusqu’en avril 1879, date à laquelle il démissionna pour exercer comme Inspecteur délégué de l’Armée d’opérations au Pérou pendant la guerre du Pacifique, qui opposait ce pays au Chili. Il sera le premier haut gradé à occuper Lima, après s’être battu à Chorillos et à Miraflores (janvier 1881). Il assura ensuite l’administration politique et militaire de Lima, et lorsque le général Baquedano (en) s’en retourna au Chili, il le suppléa à la tête de l’armée d’occupation. Enfin, cette mission accomplie, il prit définitivement congé de l’armée.

### Activité politique
Parallèlement, entre ses tâches militaires, Saavedra participa aussi à la vie politique du Chili et dès 1861 fut élu député au Congrès national, puis encore à différentes périodes, sa dernière élection comme député propriétaire, pour Nacimiento et Angol, datant de 1870. En 1861, il alla siéger pour la première fois dans la Commission permanente de la Guerre et de la Marine, qu’il présida jusque dans les dernières années de son mandat parlementaire. Il sut également se faire élire sénateur propriétaire pour Ñuble en 1885, sous l’étiquette du Parti national, tout en restant membre de la Commission permanente de la Guerre et de la Marine. Son travail de sénateur fut interrompu par sa mort en avril 1891.

## Hommages et critiques
Critiqué pour avoir dirigé la sanglante « pacification » du cœur du pays mapuche au XIXe siècle, le buste du général situé à Collipulli est détruit en mars 2017 par des inconnus. Il est ensuite remplacé,.
En août 2020, des manifestants déboulonnent la statue du général Saavedra Rodríguez (1759-1829) dans la commune de Lumaco, dans la région de l'Araucanie, dans le cadre des manifestations contre la répression et la persécution de l'État chilien contre l'ethnie mapuche. Selon Radio Habana Cuba, Saavedra est considéré comme un des plus grands militaires génocidaires lors de l'occupation des territoires mapuches par l'armée, l'oligarchie et la classe politique au XIXe siècle.